# شبکه دیزنی (آلمان)
شبکه دیزنی آلمان به انگلیسی:(Disney channel Deutschland) یک شبکه تلویزیونی ماهواره‌ای در آلمان است که زیر نظر شرکت والت دیرنی آلمان که زیر شاخه ای از شرکت شرکت والت دیزنی آست اداره می‌شود. دفتر مرکزی این کانال در شهر مونیخ واقع شده‌است.